# Palazzo Uguccioni
Le palais Uguccioni est un palais Renaissance situé sur la Piazza della Signoria à Florence, en Italie. 

## Histoire et description
Le palais a été construit pour Giovanni Uguccioni à partir de 1550. Son dessin a été attribué diversement à Raphaël, Michel - Ange, Andrea Palladio, Bartolomeo Ammannati ou Raffaello da Montelupo, bien qu'aucune preuve n'existe, à moins que son dessin soit arrivé de Rome en 1549  et bien que son style rappelle celui de Raphaël ou de Bramante, ce qui était une nouveauté à Florence à l'époque. C'est le seul bâtiment de Florence avec des colonnes sur sa façade . 

Au-dessus de l'entrée se trouve un buste de François Ier de Médicis, peut-être exécuté par Giambologna . 

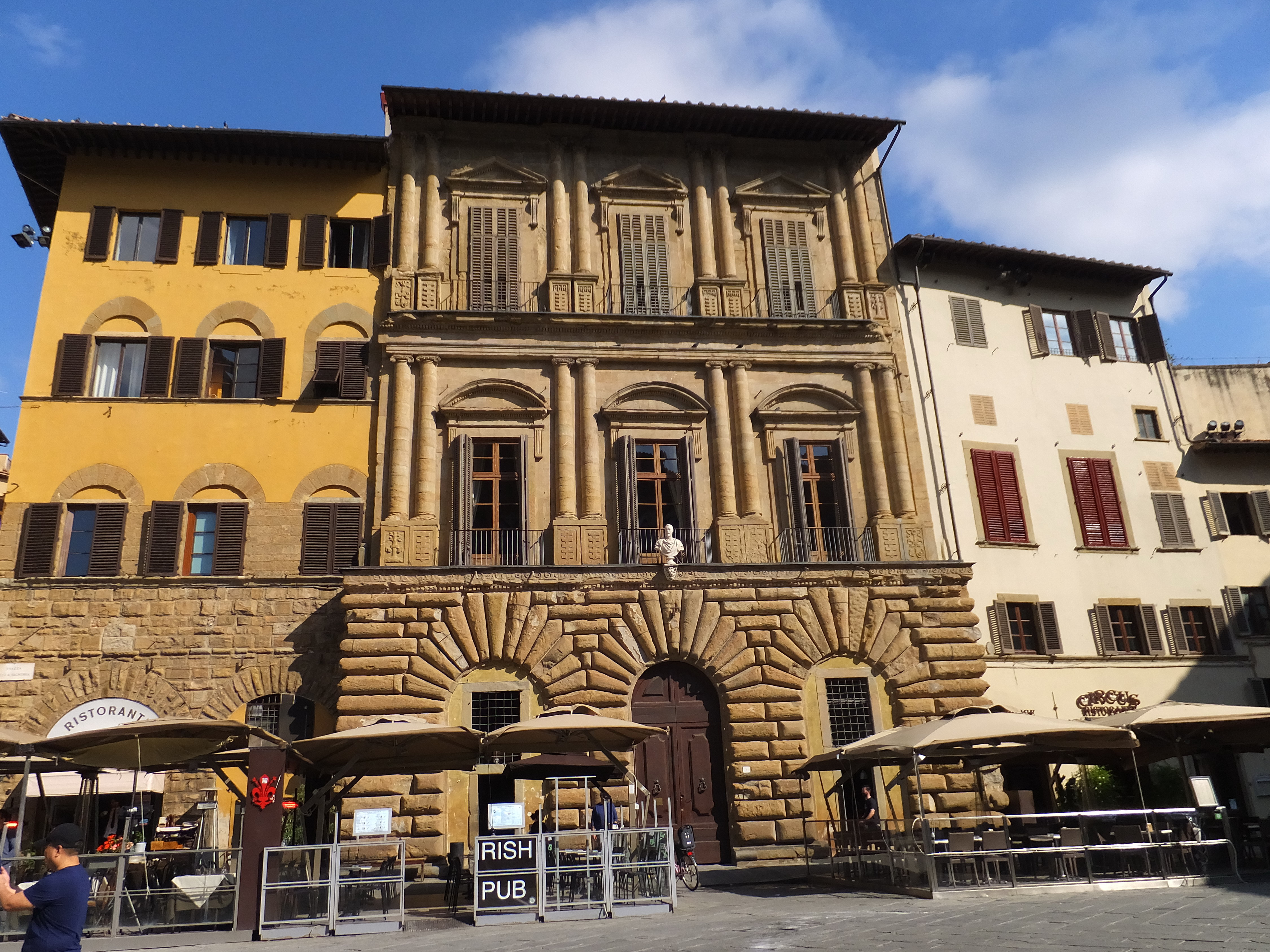
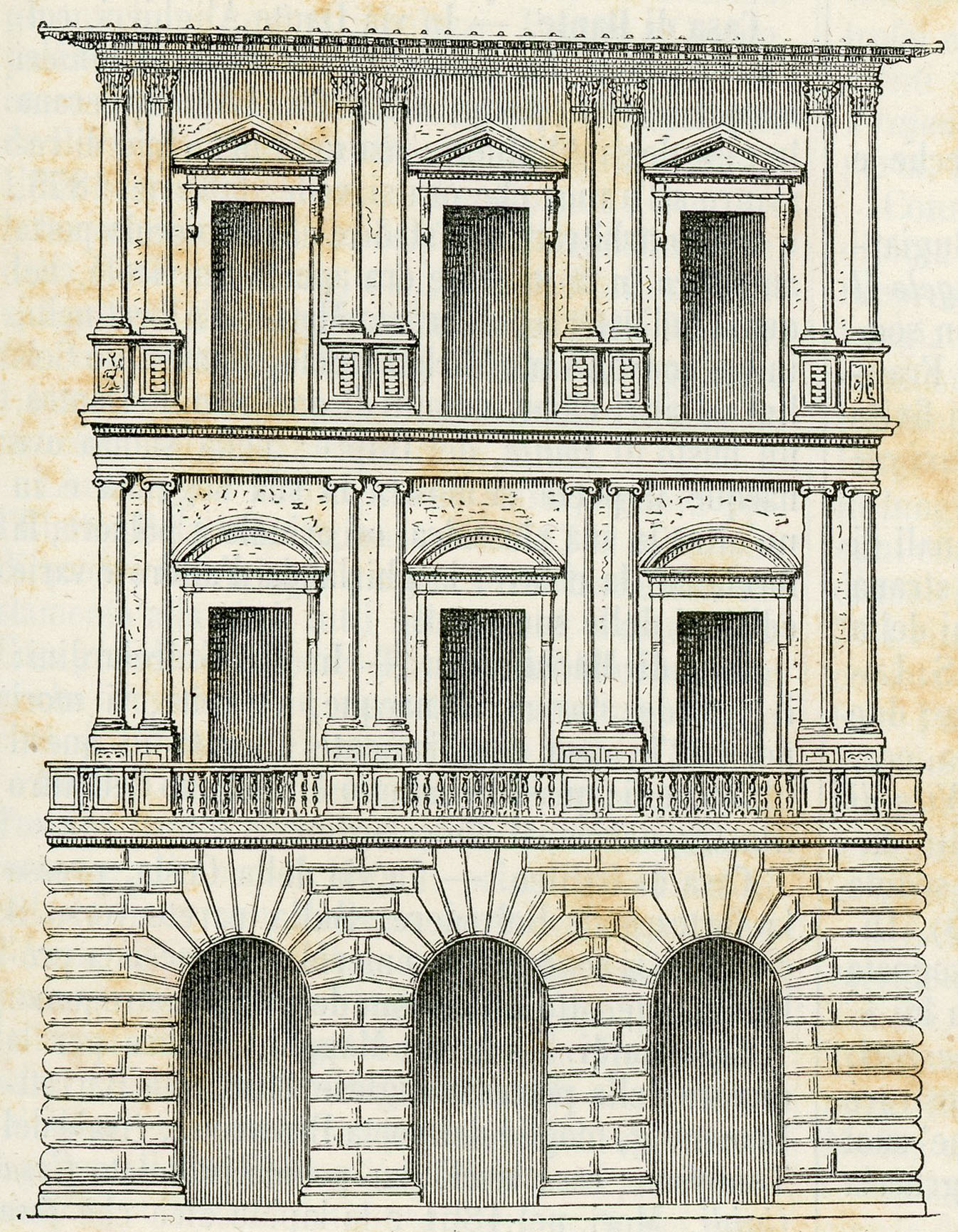
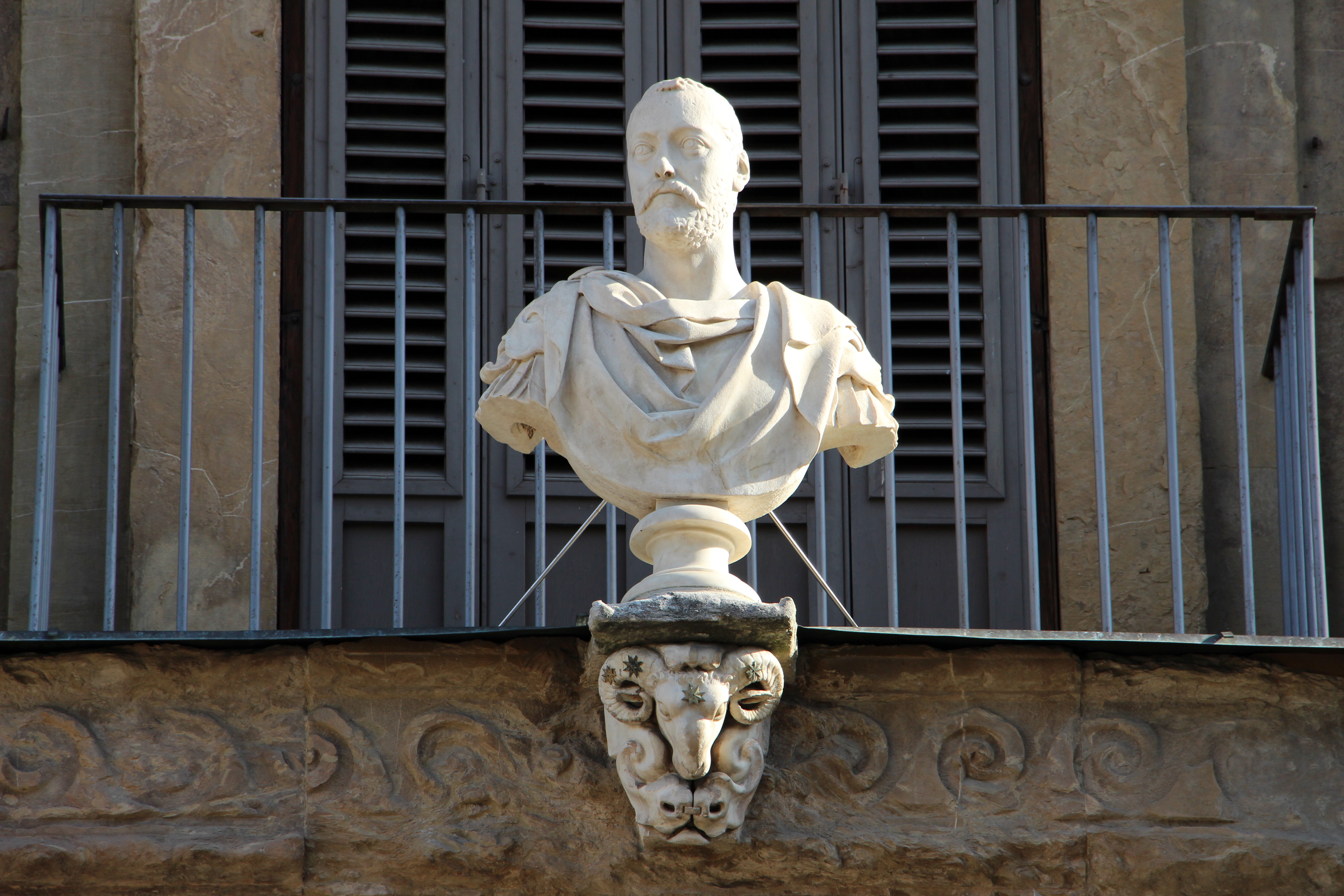
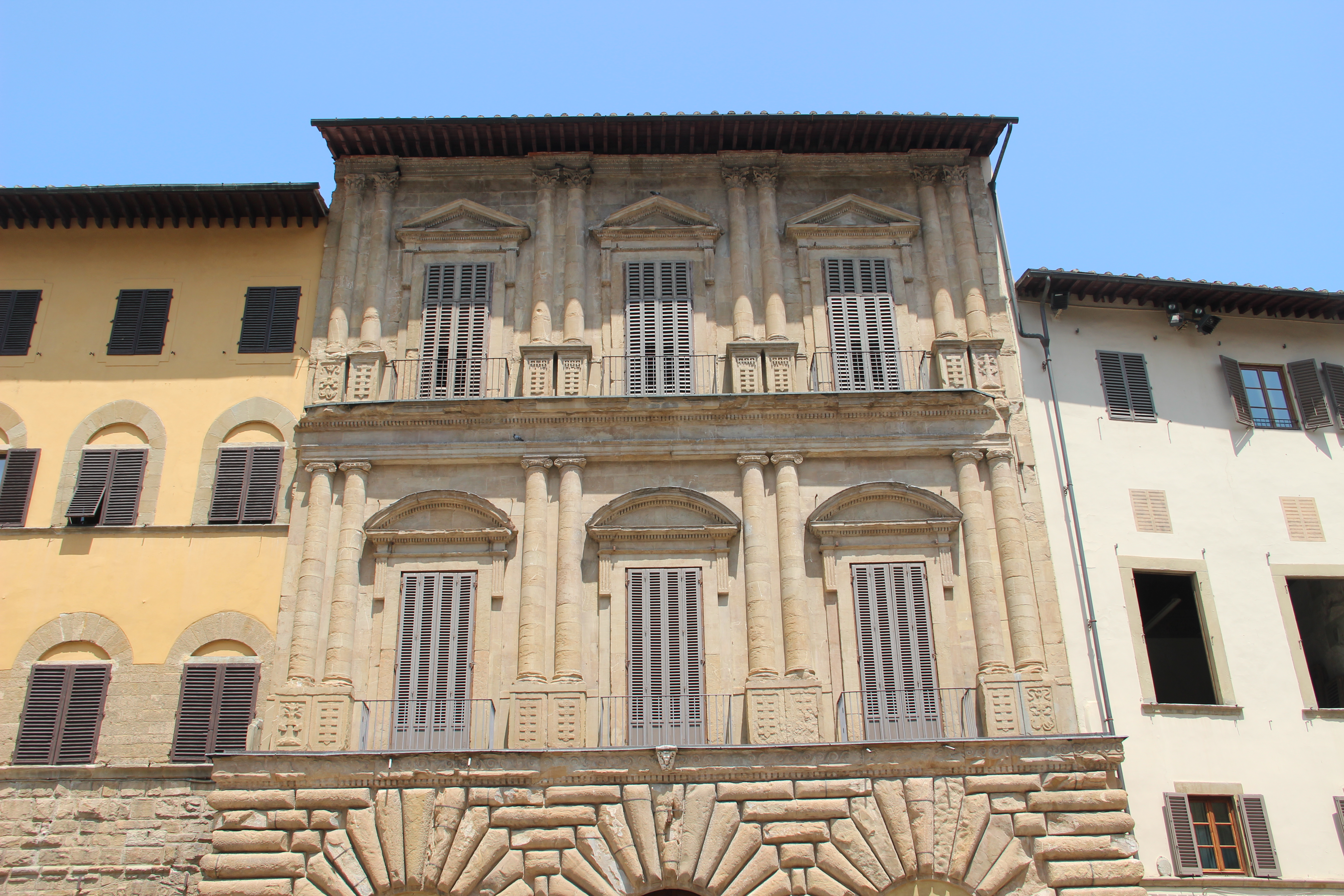